# Vendôme (Metro Montreal)

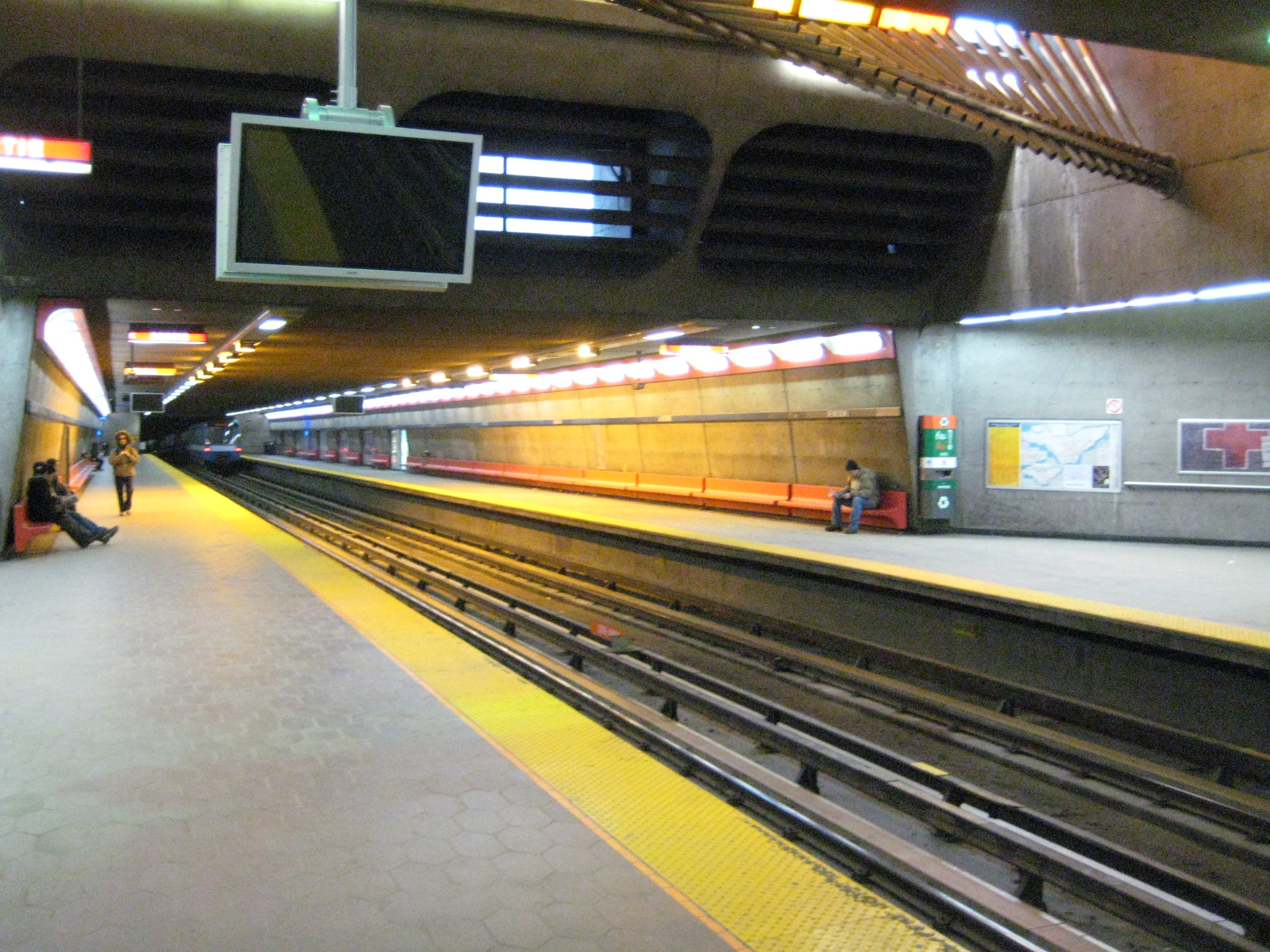
Blick auf die Bahnsteige

Vendôme ist eine U-Bahn-Station in Montreal. Sie befindet sich im Arrondissement Côte-des-Neiges–Notre-Dame-de-Grâce an der Kreuzung von Boulevard De Maisonneuve und Avenue Vendôme. Hier verkehren Züge der orangen Linie 2. Im Jahr 2019 nutzten 7.332.409 Fahrgäste die Station, was dem 10. Rang unter den insgesamt 68 Stationen der Metro Montreal entspricht.

## Bauwerk
Die vom Architekturbüro Desnoyers, Mercure, Leziy, Gagnon, Sheppard et Gélinas entworfene Station entstand in offener Bauweise. Geneigte Betonwände, abgerundete Sitze und leuchtende Streifen verleihen ihr einen modernen Eindruck. Die vom Tageslicht erhellte Verteilerebene befindet sich an der Oberfläche in einem Pavillon. Dessen gerundete Formen in blauer und grauer Farbe erinnern an die Vorortszüge, die auf der nahen Bahnstrecke verkehren. Eine Buswendeschleife umgibt den Pavillon.
In 6,1 Metern Tiefe befindet sich die Bahnsteigebene mit zwei Seitenbahnsteigen. Die Entfernungen zu den benachbarten Stationen, jeweils von Stationsende zu Stationsanfang gemessen, betragen 1407,32 Meter bis Villa-Maria und 1450,88 Meter bis Place-Saint-Henri (längster Stationsabstand auf der Île de Montréal). Es bestehen Anschlüsse zu sieben Buslinien und eine Nachtbuslinie der Société de transport de Montréal. Über einen Fußgängertunnel ist der Bahnhof Vendôme erreichbar, wo exo-Vorortszüge zum Gare Lucien-L’Allier sowie nach Hudson, Saint-Jérôme und Candiac verkehren.

## Kunst

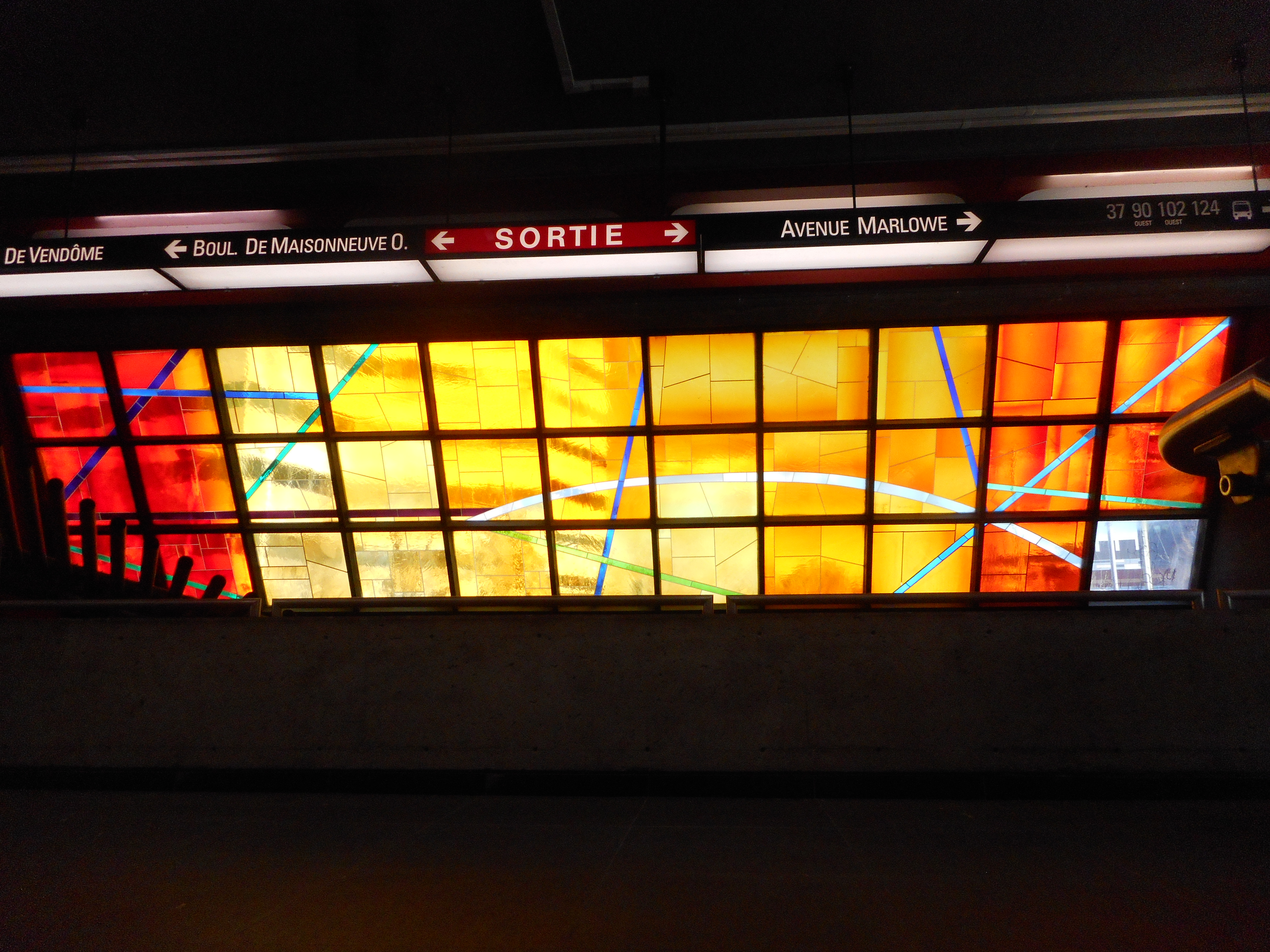
Glasmalerei

Zur Verzierung der Verteilerebene entwarf Marcelle Ferron, die der surrealistischen Künstlergruppe Automatistes angehörte, eine abstrakte Glasmalerei. Sie nimmt die gesamte Breite der östlichen Wand des Pavillons ein. Mit ihren Gold- und Rottönen erinnert sie an Ferrons Hauptwerk in der Station Champ-de-Mars. Stahlstäbe, die vor dem Fenster angebracht sind, brechen das einfallende Licht in ein kaleidoskopartiges Muster.

## Geschichte
Die Eröffnung der Station erfolgte am 7. September 1981, zusammen mit dem Teilstück zwischen Place-Saint-Henri und Snowdon. Namensgeber ist die Avenue de Vendôme, wobei die genaue Herkunft nicht überliefert ist. Die Straße erhielt ihre heutige Bezeichnung im Jahr 1910, kurz nach der Eingemeindung der Stadt Notre-Dame-de-Grâce. Die Verwendung des Parikels „de“ lässt darauf schließen, dass die Straße nach den Herzögen von Vendôme benannt wurde und nicht nach der Stadt Vendôme oder dem Place Vendôme in Paris.